# Classique mondiale de baseball 2017
 (juillet 2017).
Navigation
2013 2023
La Classique mondiale de baseball 2017 était la quatrième édition de cette épreuve. Elle s'est jouée du 6 mars au 22 mars 2017.
Un total de 16 nations. Douze pays se sont automatiquement qualifiés pour le tour final en vertu de leurs résultats lors de la Classique mondiale de baseball 2013. Les 4 autres places pour le tour final ont été attribuées au terme d'un tournoi de qualification auquel ont participé 16 pays.

## Participants
Seize équipes ont été invitées à participer au tour de qualification qui s'est disputé fin 2016 et a attribué quatre places pour le tour final. Elles ont rejoints les douze meilleures équipes de la dernière édition :
| Équipe           | Parcours                | Participations | Meilleure performance |
| ---------------- | ----------------------- | -------------- | --------------------- |
| Canada           | Classique mondiale 2013 | 4              | 1er tour              |
| Chine            | Classique mondiale 2013 | 4              | 1er tour              |
| Taïwan           | Classique mondiale 2013 | 4              | 2e tour (2013)        |
| Cuba             | Classique mondiale 2013 | 4              | (2006)                |
| Rép. dominicaine | Classique mondiale 2013 | 4              | (2013)                |
| Italie           | Classique mondiale 2013 | 4              | 2e tour (2013)        |
| Japon H          | Classique mondiale 2013 | 4              | (2006, 2009)          |
| Pays-Bas         | Classique mondiale 2013 | 4              | Quatrième (2013)      |
| Porto Rico       | Classique mondiale 2013 | 4              | (2013)                |
| Corée du Sud H   | Classique mondiale 2013 | 4              | (2009)                |
| États-Unis H     | Classique mondiale 2013 | 4              | Quatrième (2009)      |
| Venezuela        | Classique mondiale 2013 | 4              | (2009)                |
| Australie        | Tour qualificatif 1     | 4              | 1er tour              |
| Mexique H        | Tour qualificatif 2     | 4              | 2e tour (2006, 2009)  |
| Colombie         | Tour qualificatif 3     | 1              | -                     |
| Israël           | Tour qualificatif 4     | 1              | -                     |

## Stade et Calendrier
| Premier tour 6 au 12 mars                                | Premier tour 6 au 12 mars                         | Premier tour 6 au 12 mars                       | Premier tour 6 au 12 mars                                                |
| Groupe A Gocheok Sky Dome (ko) Seoul (Capacité : 17 000) | Groupe B Tokyo Dome Tokyo (Capacité : 42 000)     | Groupe C Marlins Park Miami (Capacité : 36 742) | Groupe D Estadio Charros de Jalisco (es) Guadalajara (Capacité : 16 000) |
| Deuxième tour 11 au 18 mars                              | Deuxième tour 11 au 18 mars                       | Tour final 20 au 22 mars                        | Tour final 20 au 22 mars                                                 |
| Groupe E Tokyo Dome Tokyo (Capacité : 42 000)            | Groupe F Petco Park San Diego (Capacité : 40 162) | Dodger Stadium Los Angeles (Capacité : 56 000)  | Dodger Stadium Los Angeles (Capacité : 56 000)                           |
| -------------------------------------------------------- | ------------------------------------------------- | ----------------------------------------------- | ------------------------------------------------------------------------ |

## Composition des groupes
| Groupe A           | Groupe B       | Groupe C              | Groupe D        |
| ------------------ | -------------- | --------------------- | --------------- |
| Corée du Sud H (3) | Japon H (1)    | États-Unis H (2)      | Mexique H (6)   |
| Taïwan (4)         | Australie (11) | Canada (8)            | Italie (10)     |
| Pays-Bas (9)       | Chine (18)     | Colombie (19)         | Porto Rico (12) |
| Israël (41)        | Cuba (5)       | Rép. dominicaine (13) | Venezuela (7)   |

## Premier Tour

### Poule A
| \| # \| Nations \| J \| V \| D \| PP \| PC \| DIFF \| % \| GB \| \| - \| -------------- \| - \| - \| - \| -- \| -- \| ---- \| ----- \| -- \| \| 1 \| Israël \| 3 \| 3 \| 0 \| 21 \| 10 \| +11 \| 1.000 \| — \| \| 2 \| Pays-Bas \| 3 \| 2 \| 1 \| 13 \| 9 \| +4 \| .667 \| 1 \| \| 3 \| Corée du Sud H \| 3 \| 1 \| 2 \| 12 \| 15 \| -3 \| .333 \| 2 \| \| 4 \| Taïwan \| 3 \| 0 \| 3 \| 20 \| 32 \| -12 \| .000 \| 3 \| | Qualifiée pour le 2e tour et pour la Classique mondiale de baseball 2023 Qualifiée pour la Classique mondiale de baseball 2023 |   |   |   |    |    |      |       |    |
| # | Nations | J | V | D | PP | PC | DIFF | %     | GB |
| 1 | Israël | 3 | 3 | 0 | 21 | 10 | +11  | 1.000 | —  |
| 2 | Pays-Bas | 3 | 2 | 1 | 13 | 9  | +4   | .667  | 1  |
| 3 | Corée du Sud H | 3 | 1 | 2 | 12 | 15 | -3   | .333  | 2  |
| 4 | Taïwan | 3 | 0 | 3 | 20 | 32 | -12  | .000  | 3  |

| Date        | Heure locale | Visiteur     | Score     | Hôte         | Stade            | Temps de jeu | Affluence | Boxscore |
| ----------- | ------------ | ------------ | --------- | ------------ | ---------------- | ------------ | --------- | -------- |
| 6 mars 2017 | 18:30        | Israël       | 2-1 (10)  | Corée du Sud | Gocheok Sky Dome | 4:11         | 15 470    | Boxscore |
| 7 mars 2017 | 12:00        | Israël       | 15-7      | Taïwan       | Gocheok Sky Dome | 3:54         | 3 287     | Boxscore |
| 7 mars 2017 | 18:30        | Taïwan       | 0-5       | Pays-Bas     | Gocheok Sky Dome | 3:03         | 15 184    | Boxscore |
| 8 mars 2017 | 18:30        | Corée du Sud | 5-6       | Pays-Bas     | Gocheok Sky Dome | 3:21         | 3 606     | Boxscore |
| 9 mars 2017 | 12:00        | Pays-Bas     | 2-4       | Israël       | Gocheok Sky Dome | 3:12         | 2 739     | Boxscore |
| 9 mars 2017 | 18:30        | Taïwan       | 11-8 (10) | Corée du Sud | Gocheok Sky Dome | 4:40         | 12 000    | Boxscore |

### Poule B
| \| # \| Nations \| J \| V \| D \| PP \| PC \| DIFF \| % \| GB \| \| - \| --------- \| - \| - \| - \| -- \| -- \| ---- \| ----- \| -- \| \| 1 \| Japon H \| 3 \| 3 \| 0 \| 22 \| 8 \| +14 \| 1.000 \| — \| \| 2 \| Cuba \| 3 \| 2 \| 1 \| 16 \| 14 \| +2 \| .667 \| 1 \| \| 3 \| Australie \| 3 \| 1 \| 2 \| 15 \| 8 \| +7 \| .333 \| 2 \| \| 4 \| Chine \| 3 \| 0 \| 3 \| 1 \| 24 \| -23 \| .000 \| 3 \| | Qualifiée pour le 2e tour et pour la Classique mondiale de baseball 2023 Qualifiée pour la Classique mondiale de baseball 2023 |   |   |   |    |    |      |       |    |
| # | Nations | J | V | D | PP | PC | DIFF | %     | GB |
| 1 | Japon H | 3 | 3 | 0 | 22 | 8  | +14  | 1.000 | —  |
| 2 | Cuba | 3 | 2 | 1 | 16 | 14 | +2   | .667  | 1  |
| 3 | Australie | 3 | 1 | 2 | 15 | 8  | +7   | .333  | 2  |
| 4 | Chine | 3 | 0 | 3 | 1  | 24 | -23  | .000  | 3  |

| Date         | Heure locale | Visiteur  | Score    | Hôte      | Stade      | Temps de jeu | Affluence | Boxscore |
| ------------ | ------------ | --------- | -------- | --------- | ---------- | ------------ | --------- | -------- |
| 7 mars 2017  | 19:00        | Cuba      | 6-11     | Japon     | Tokyo Dome | 3:56         | 44 908    | Boxscore |
| 8 mars 2017  | 12:00        | Chine     | 0-6      | Cuba      | Tokyo Dome | 3:14         | 39 102    | Boxscore |
| 8 mars 2017  | 19:00        | Japon     | 4-1      | Australie | Tokyo Dome | 3:18         | 41 408    | Boxscore |
| 9 mars 2017  | 1900         | Australie | 11-0 (8) | Chine     | Tokyo Dome | 2:59         | 3 013     | Boxscore |
| 10 mars 2017 | 12:00        | Australie | 3-4      | Cuba      | Tokyo Dome | 3:36         | 38 050    | Boxscore |
| 10 mars 2017 | 19:00        | Chine     | 1-7      | Japon     | Tokyo Dome | 2:41         | 40 023    | Boxscore |

### Poule C
| \| # \| Nations \| J \| V \| D \| PP \| PC \| DIFF \| % \| GB \| \| - \| ---------------- \| - \| - \| - \| -- \| -- \| ---- \| ----- \| -- \| \| 1 \| Rép. dominicaine \| 3 \| 3 \| 0 \| 26 \| 10 \| +16 \| 1.000 \| — \| \| 2 \| États-Unis H \| 3 \| 2 \| 1 \| 16 \| 9 \| +7 \| .667 \| \| \| 3 \| Colombie \| 3 \| 1 \| 2 \| 9 \| 14 \| -5 \| .333 \| \| \| 4 \| Canada \| 3 \| 0 \| 3 \| 3 \| 21 \| -18 \| .000 \| \| | Qualifiée pour le 2e tour et pour la Classique mondiale de baseball 2023 Qualifiée pour la Classique mondiale de baseball 2023 |   |   |   |    |    |      |       |    |
| # | Nations | J | V | D | PP | PC | DIFF | %     | GB |
| 1 | Rép. dominicaine | 3 | 3 | 0 | 26 | 10 | +16  | 1.000 | —  |
| 2 | États-Unis H | 3 | 2 | 1 | 16 | 9  | +7   | .667  |    |
| 3 | Colombie | 3 | 1 | 2 | 9  | 14 | -5   | .333  |    |
| 4 | Canada | 3 | 0 | 3 | 3  | 21 | -18  | .000  |    |

| Date         | Heure locale | Visiteur         | Score     | Hôte             | Stade        | Temps de jeu | Affluence | Boxscore |
| ------------ | ------------ | ---------------- | --------- | ---------------- | ------------ | ------------ | --------- | -------- |
| 9 mars 2017  | 18:00        | Canada           | 2-9       | Rép. dominicaine | Marlins Park | 3:14         | 27 388    | Boxscore |
| 10 mars 2017 | 18:00        | Colombie         | 2-3 (10)  | États-Unis       | Marlins Park | 3:25         | 22 580    | Boxscore |
| 11 mars 2017 | 12:00        | Colombie         | 4-1       | Canada           | Marlins Park | 2:54         | 17 209    | Boxscore |
| 11 mars 2017 | 18:30        | États-Unis       | 5-7       | Rép. dominicaine | Marlins Park | 3:38         | 37 446    | Boxscore |
| 12 mars 2017 | 12:30        | Rép. dominicaine | 10-3 (11) | Colombie         | Marlins Park | 4:44         | 36 952    | Boxscore |
| 12 mars 2017 | 19:00        | Canada           | 0-8       | États-Unis       | Marlins Park | 3:01         | 22 303    | Boxscore |

### Poule D
| \| # \| Nations \| J \| V \| D \| PP \| PC \| DIFF \| % \| GB \| \| - \| ---------- \| - \| - \| - \| -- \| -- \| ---- \| ----- \| --- \| \| 1 \| Porto Rico \| 3 \| 3 \| 0 \| 29 \| 7 \| +22 \| 1.000 \| — \| \| 2 \| Venezuela \| 4 \| 2 \| 2 \| 24 \| 35 \| -11 \| .500 \| 1,5 \| \| 3 \| Italie \| 4 \| 1 \| 3 \| 26 \| 33 \| -7 \| .250 \| 2,5 \| \| 4 \| Mexique H \| 3 \| 1 \| 2 \| 24 \| 28 \| -4 \| .333 \| 2 \| | Qualifiée pour le 2e tour et pour la Classique mondiale de baseball 2023 Qualifiée pour la Classique mondiale de baseball 2023 |   |   |   |    |    |      |       |     |
| # | Nations | J | V | D | PP | PC | DIFF | %     | GB  |
| 1 | Porto Rico | 3 | 3 | 0 | 29 | 7  | +22  | 1.000 | —   |
| 2 | Venezuela | 4 | 2 | 2 | 24 | 35 | -11  | .500  | 1,5 |
| 3 | Italie | 4 | 1 | 3 | 26 | 33 | -7   | .250  | 2,5 |
| 4 | Mexique H | 3 | 1 | 2 | 24 | 28 | -4   | .333  | 2   |

| Date                  | Heure locale | Visiteur   | Score      | Hôte       | Stade                      | Temps de jeu | Affluence | Boxscore |
| --------------------- | ------------ | ---------- | ---------- | ---------- | -------------------------- | ------------ | --------- | -------- |
| 9 mars 2017           | 20:00        | Mexique    | 9-10       | Italie     | Estadio Charros de Jalisco | 2:39         | 14 296    | Boxscore |
| 10 mars 2017          | 20:00        | Venezuela  | 0-11 (7)   | Porto Rico | Estadio Charros de Jalisco | 2:43         | 14 806    | Boxscore |
| 11 mars 2017          | 14:00        | Venezuela  | 11-10 (10) | Italie     | Estadio Charros de Jalisco | 4:43         | 12 187    | Boxscore |
| 11 mars 2017          | 20:30        | Porto Rico | 9-4        | Mexique    | Estadio Charros de Jalisco | 3:40         | 15 647    | Boxscore |
| 12 mars 2017          | 13:30        | Italie     | 3-9        | Porto Rico | Estadio Charros de Jalisco | 2:42         | 11 924    | Boxscore |
| 12 mars 2017          | 20:00        | Mexique    | 11-9       | Venezuela  | Estadio Charros de Jalisco | 4:44         | 15 489    | Boxscore |
| Jeu de bris d'égalité |              |            |            |            |                            |              |           |          |
| 13 mars 2017          | 19:00        | Venezuela  | 4-3        | Italie     | Estadio Charros de Jalisco | 3:26         | 1 783     | Boxscore |

## 2eTour

### Poule E
| # | Nations  | J | V | D | PP | PC | DIFF | %     | GB |
| - | -------- | - | - | - | -- | -- | ---- | ----- | -- |
| 1 | Japon H  | 3 | 3 | 0 | 24 | 14 | +10  | 1.000 | —  |
| 2 | Pays-Bas | 3 | 2 | 1 | 32 | 11 | +21  | .667  | 1  |
| 3 | Israël   | 3 | 1 | 2 | 9  | 21 | -12  | .333  | 2  |
| 4 | Cuba     | 3 | 0 | 3 | 7  | 26 | -19  | .000  | 3  |

| Date         | Heure locale | Visiteur | Score    | Hôte     | Stade      | Temps de jeu | Affluence | Boxscore |
| ------------ | ------------ | -------- | -------- | -------- | ---------- | ------------ | --------- | -------- |
| 12 mars 2017 | 12:00        | Cuba     | 1-4      | Israël   | Tokyo Dome | 3:14         | 43 153    | Boxscore |
| 12 mars 2017 | 19:00        | Japon    | 8-6 (11) | Pays-Bas | Tokyo Dome | 4:46         | 44 326    | Boxscore |
| 13 mars 2017 | 19:00        | Pays-Bas | 12-2 (8) | Israël   | Tokyo Dome | 3:04         | 5 017     | Boxscore |
| 14 mars 2017 | 19:00        | Cuba     | 5-8      | Japon    | Tokyo Dome | 3:25         | 32 717    | Boxscore |
| 15 mars 2017 | 12:00        | Pays-Bas | 14-1 (7) | Cuba     | Tokyo Dome | 2:19         | 40 680    | Boxscore |
| 15 mars 2017 | 19:00        | Israël   | 3-8      | Japon    | Tokyo Dome | 3:28         | 43 179    | Boxscore |

### Poule F
| # | Nations          | J | V | D | PP | PC | DIFF | %     | GB |
| - | ---------------- | - | - | - | -- | -- | ---- | ----- | -- |
| 1 | Porto Rico       | 3 | 3 | 0 | 22 | 8  | +14  | 1.000 | —  |
| 2 | États-Unis H     | 3 | 2 | 1 | 15 | 11 | +4   | .667  | 1  |
| 3 | Rép. dominicaine | 3 | 1 | 2 | 7  | 9  | -2   | .333  | 2  |
| 4 | Venezuela        | 3 | 0 | 3 | 4  | 20 | -16  | .000  | 3  |

| Date         | Heure locale | Visiteur         | Score | Hôte             | Stade      | Temps de jeu | Affluence | Boxscore |
| ------------ | ------------ | ---------------- | ----- | ---------------- | ---------- | ------------ | --------- | -------- |
| 14 mars 2017 | 18:00        | Rép. dominicaine | 1-3   | Porto Rico       | Petco Park | 3:16         | 16 637    | Boxscore |
| 15 mars 2017 | 18:00        | Venezuela        | 2-4   | États-Unis       | Petco Park | 3:13         | 16 635    | Boxscore |
| 16 mars 2017 | 19:00        | Venezuela        | 0-3   | Rép. dominicaine | Petco Park | 4:05         | 16 390    | Boxscore |
| 17 mars 2017 | 19:00        | États-Unis       | 5-6   | Porto Rico       | Petco Park | 3:09         | 32 463    | Boxscore |
| 18 mars 2017 | 12:30        | Porto Rico       | 13-2  | Venezuela        | Petco Park | 3:24         | 20 778    | Boxscore |
| 18 mars 2017 | 19:00        | États-Unis       | 6-3   | Rép. dominicaine | Petco Park | 3:40         | 43 002    | Boxscore |

## Phase finale

### Tableau
|  | Demi-finales    | Demi-finales    | Demi-finales | Demi-finales |            |            | Finale | Finale | Finale | Finale |
|  |                 |                 |              |              |            |            |        |        |        |        |
|  |                 |                 |              |              |            |            |        |        |        |        |
|  | [F1] Porto Rico | [F1] Porto Rico | 4            | 4            |            |            |        |        |        |        |
|  | [F1] Porto Rico | [F1] Porto Rico | 4            | 4            |            |            |        |        |        |        |
|  | [E2] Pays-Bas   | [E2] Pays-Bas   | 3            | 3            |            |            |        |        |        |        |
|  | [E2] Pays-Bas   | [E2] Pays-Bas   | 3            | 3            | Porto Rico | Porto Rico | 0      | 0      |        |        |
|  |                 |                 |              |              | Porto Rico | Porto Rico | 0      | 0      |        |        |
|  |                 |                 | États-Unis   | États-Unis   | 8          | 8          |        |        |        |        |
|  | [E1] Japon      | [E1] Japon      | États-Unis   | États-Unis   | 8          | 8          | 1      | 1      |        |        |
|  | [E1] Japon      | [E1] Japon      |              |              |            |            |        | 1      |        |        |
|  | [F2] États-Unis | [F2] États-Unis | 2            | 2            |            |            |        |        |        |        |
|  | [F2] États-Unis | [F2] États-Unis | 2            | 2            |            |            |        |        |        |        |

### Demi-finale
| Pays-Bas | 2 | 0 | 0 | 0 | 1 | 0 | 0 | 0 | 0 | 0 | 0 | 3 | 11 | 0 |
| Porto Rico | 2 | 1 | 0 | 0 | 0 | 0 | 0 | 0 | 0 | 0 | 1 | 4 | 12 | 0 |
| Lanceurs partants : NED : Loek van Mil PUR : Edwin Díaz Vic. : Edwin Díaz (1-0) Déf. : Loek van Mil (0-1) HRs : NED : Wladimir Balentien (1) PUR : Carlos Correa (1), TJ Rivera (1) Boxscore |   |   |   |   |   |   |   |   |   |   |   |   |    |   |

| États-Unis | 0 | 0 | 0 | 1 | 0 | 0 | 0 | 1 | 0 | 2 | 6 | 0 |
| Japon | 0 | 0 | 0 | 0 | 0 | 1 | 0 | 0 | 0 | 1 | 4 | 1 |
| Lanceurs partants : USA : Tanner Roark JPN : Tomoyuki Sugano Vic. : Sam Dyson (1-0) Déf. : Kodai Senga (1-1) Sauv. : Luke Gregerson (3) HRs: JPN : Ryosuke Kikuchi (1) Boxscore |   |   |   |   |   |   |   |   |   |   |   |   |

### Finale
| États-Unis | 0 | 0 | 0 | 0 | 2 | 0 | 3 | 1 | 0 | 8 | 13 | 0 |
| Porto Rico | 0 | 0 | 0 | 0 | 0 | 0 | 0 | 0 | 0 | 0 | 3  | 1 |
| Lanceurs partants : USA : Marcus Stroman PUR : Seth Lugo Vic. : Marcus Stroman (1-1) Déf. : Seth Lugo (2-1) HRs : USA : Ian Kinsler (1) Boxscore |   |   |   |   |   |   |   |   |   |   |    |   |

| Champion du monde - Classique mondiale 2017 États-Unis 1er titre |

## Classement final
| Place             | Équipe           | Parcours    |
| ----------------- | ---------------- | ----------- |
| Médaille d'or     | États-Unis       | Vainqueur   |
| Médaille d'argent | Porto Rico       | Finaliste   |
| 3                 | Japon            | Demi-finale |
| 4                 | Pays-Bas         | Demi-finale |
| 5                 | Rép. dominicaine | 2e tour     |
| 6                 | Israël           | 2e tour     |
| 7                 | Cuba             | 2e tour     |
| 8                 | Venezuela        | 2e tour     |
| 9                 | Australie        | 1er tour    |
| 10                | Corée du Sud     | 1er tour    |
| 11                | Colombie         | 1er tour    |
| 12                | Italie           | 1er tour    |
| 13                | Mexique          | 1er tour    |
| 14                | Taïwan           | 1er tour    |
| 15                | Canada           | 1er tour    |
| 16                | Chine            | 1er tour    |

## Équipe de la Classique mondiale de baseball 2017
| Position | Joueur             |
| -------- | ------------------ |
| C        | Yadier Molina      |
| 1B       | Eric Hosmer        |
| 2B       | Javier Báez        |
| 3B       | Carlos Correa      |
| SS       | Francisco Lindor   |
| OF       | Wladimir Balentien |
| OF       | Gregory Polanco    |
| OF       | Christian Yelich   |
| DH       | Carlos Beltrán     |
| P        | Kodai Senga        |
| P        | Marcus Stroman     |
| P        | Josh Zeid          |

Source :